# Serpillière espagnole
La serpillière espagnole (ou serpillère espagnole) est une forme de balai dont la fonction est la même que celle de l'ensemble serpillière et balai-brosse.

## Principe
La serpillière espagnole est constituée d'un manche similaire aux balais et d’éléments solidaires du manche absorbant du liquide — en général, de l'eau avec éventuellement un agent de nettoyage— et permettant de laver le sol en réalisant des mouvements de va-et-viens. Les éléments absorbant le liquide peuvent être constitué d'un ensemble[Combien ?] de bande de tissus ou de brin de corde. Contrairement à la serpillière l'essorage nécessite d'avoir un accessoire sur le sceau pour l'essorer en tournant le manche.